# Chesias nigrogriseata
Chesias nigrogriseata är en fjärilsart som beskrevs av Heydemann 1933. Chesias nigrogriseata ingår i släktet Chesias och familjen mätare. Inga underarter finns listade i Catalogue of Life.